# Nicolas Alfonsi
Nicolas Alfonsi   (Cargèse, 13 d'abril de 1936 - Hôpital de la Miséricorde d'Ajaccio, 16 de març de 2020) fou un polític cors. Militant del Partit Radical d'Esquerra, el 1962 fou conseller del cantó de Deux-Sevi i adjunt a l'alcalde de Piana; el 1973-1978 i el 1981-1986 fou diputat a l'Assemblea Nacional Francesa per Ajaccio-Calvi i el 1986-1988 per Còrsega del Sud. El 1974, com a membre del Consell General de Còrsega, dirigí una comissió per a estudiar les reivindicacions a favor de la Universitat de Corti. El 1981-1984 també fou diputat al Parlament Europeu, conseller regional a les eleccions a l'Assemblea de Còrsega de 1982 (reelegit fins al 1998), vicepresident del Consell General de Còrsega del Sud i senador per Còrsega el 2001.